# Hetzenholz
Hetzenholz ist ein Kirchdorf in der Gemeinde Much, Rhein-Sieg-Kreis.

## Lage
Hetzenholz liegt auf den Hängen des Bergischen Landes. Nachbarort im Südosten ist Niederheimbach. Hetzenholz ist über die Bundesstraße 56 erreichbar.

## Geschichte
1901 gab es in dem Weiler 64 Einwohner. Es bestanden damals die Haushalte der Ackerer Joh. Peter und Peter Josef Bungart, Ackerer Joh. Josef Engelbert, die Ackerer Carl, Joh. Josef und Wilhelm Engelbertz, Lehrer Joh. Heer, die Ackerinnen Catharina, Elisabeth und Witwe Josef Klein, Bäcker und Kleinhändler Joh. Krumm, Ackerin Witwe Heinrich Manz, Ackerer Anton Ommer, Näherin Anna Schäfer, Lederhändler Philipp Schuld, die Ackerer Gerhard, Heinrich Josef und Joh. Josef Tillmann, Schreiner Philipp Tillmann sowie Lehrer Peter Weiand.
1910 gab es in Hetzenholz acht Haushalte: Ackerer Johann Peter Bungart, zwei Ackerer Johann Josef Engelbertz und Tagelöhner Karl Engelbertz, Ackerer Gerhard und Heinrich Josef Tillmann, Schreiner Philipp Tillmann und Lehrer Peter Weiand.
Der Grundstein für die Filialkirche Sankt Josef wurde 1922 gelegt. Im gleichen Jahr wurde der hiesige Kirchenchor gegründet.
Die Volksschule in Hetzenholz wurde 1969 geschlossen. Das Gebäude wird heute als Kindergarten genutzt.